# Daniela Rojková
Daniela Rojková est une ancienne joueuse slovaque de volley-ball née le 16 avril 1984 à Bratislava. Elle mesure 1,79 m et jouait au poste de réceptionneuse-attaquante. 

## Clubs
| Club                    | De        | À         |
| ----------------------- | --------- | --------- |
| Slávia UK               | 1996-1997 | 2005-2006 |
| Gwardia Wrocław         | 2006-2007 | 2006-2007 |
| VK Modřanská Prostějov  | 2007-2008 | 2008-2009 |
| VK Doprastav Bratislava | 2009-2010 | 2013-2014 |

## Palmarès
- Championnat de Slovaquie
  - Vainqueur : 2004, 2012, 2014.
  - Finaliste : 2005, 2006, 2011.
- Coupe de Slovaquie
  - Vainqueur : 2005, 2006, 2011, 2012, 2014.
  - Finaliste : 2010.
- Championnat de République tchèque
  - Vainqueur : 2009.
- Coupe de République tchèque
  - Vainqueur : 2008, 2009.